# Iveco Group Entreprise
 (novembre 2024).
Iveco Group N.V. (EXM: IVG) est une entreprise multinationale dans le domaine des véhicules commerciaux et spécialisés, des groupes motopropulseurs et des services financiers associés. Le siège social est à Amsterdam, aux Pays-Bas, avec le siège opérationnel situé à Turin, en Italie. La société est cotée à la bourse Euronext Milan. Iveco Group emploie plus de 36 000 personnes dans le monde. Le Conseil d'administration est actuellement composé de huit administrateurs : deux administrateurs exécutifs et six administrateurs non exécutifs. La présidente est Suzanne Heywood, le CEO est Olof Persson.
Iveco Group a été créé le 1er janvier 2022 à la suite d'une scission de CNH Industrial,. Le Groupe est la dernière étape d'un processus commencé en 1975 avec la création d'IVECO (Industrial Vehicles Corporation) par la fusion de cinq marques de camions: Fiat Veicoli Industriali, OM et Lancia Veicoli Speciali, Unic de France et Magirus Deutz d'Allemagne.
Le 3 janvier 2025, la propriété de MAGIRUS a été transférée à Mutares.

## Marques
Iveco Group préside sept marques, actives dans les secteurs des véhicules commerciaux et spéciaux, des groupes motopropulseurs et des services financiers associés.
- IVECO conçoit, fabrique et commercialise des véhicules commerciaux lourds, moyens et légers[8].

- FPT Industrial est spécialisé dans les technologies de groupes motopropulseurs pour les véhicules routiers et hors route, ainsi que pour les applications marines et de production d'énergie[9].
- IVECO BUS conçoit et fabrique des bus urbains et interurbains, des autocars de tourisme et des minibus[10].
- HEULIEZ est spécialisé dans les bus pour le transport de passagers[11].
- IDV est un fournisseur spécialisé dans les équipements de défense et de protection civile[12].
- ASTRA produit des véhicules de carrière et de construction lourds à grande échelle[13].
- IVECO CAPITAL est la marque de services financiers du Groupe.

## Sites industriels et présence Mondiale
Iveco Group possède 20 sites industriels: 16 en Europe, 2 en Amérique du Sud et 2 dans le reste du monde. La recherche et le développement sont réalisés dans 31 centres: 24 en Europe, 1 en Amérique du Nord, 4 en Amérique du Sud et 2 dans le reste du monde.

## Projets et partenariats

### Hyundai Motor Company
En mars 2022, Iveco Group a signé un protocole d'accord avec Hyundai Motor Company pour coopérer sur les véhicules utilitaires légers électriques pour le marché européen. La même année, Iveco Group et Hyundai Motor Company ont présenté la première grande fourgonnette à pile à combustible à l'IAA 2022 à Hanovre et en 2023 un nouveau bus urbain à hydrogène au salon Busworld, tenu à Bruxelles,.

### Nikola Iveco Group
En juin 2023, Iveco Group a annoncé l'acquisition de la pleine propriété de Nikola Iveco Europe, désormais opérant sous le nom d'EVCO Gmbh, qui produit des camions lourds électriques et à pile à combustible.